# Euxoa manitobana
Euxoa manitobana là một loài bướm đêm trong họ Noctuidae.